# 村上武吉
村上 武吉（むらかみ たけよし）は、戦国時代から江戸時代初期の伊予国などの武将。能島村上水軍の大将であり、能島城主。村上義忠の子。子に元吉、景親。名前は武慶とも表記され、能島を本拠としたことから能島武吉（のしま たけよし）とも呼ばれる。

## 出自
村上氏の遠祖は清和源氏または村上源氏ともいい、平安時代の末頃から伊予国の河野氏と結んで瀬戸内に勢力を張ったと伝わる。南北朝時代の頃、南朝のてこ入れのため北畠顕家の息子が村上家に入り村上師清と名乗ったのが後の三島村上氏の先祖となると言われるが、この人物を北畠氏側の史料では確認できないようである。いずれにせよ村上氏の出自は定かではない。
村上師清の子供は能島、来島、因島の三島に分かれて、勢力を張った。代々伊予の河野氏との関わりも深かったようであるが、周防国の大内氏の勢力が伸びてくるとその傘下にも入った。三島は一応能島を宗家としていたが、因島は安芸国の児玉氏や小早川氏と親しく、来島は伊予の河野氏に近いなどそれぞれの利害関係はかなり異なり、独自に行動することが多かった。
永正5年（1508年）、大内義興が京に上ったとき中国地方の多くの大名や国人が従ったが、武吉の曽祖父・能島雅房もこの時京に上っており、京で数人の子供を作った。これが能島で作った子供達との間で家督争いを行い、能島の内乱となる。

## 生涯

### 家督相続まで
天文5年（1536年）、村上義忠の子として生まれる。
武吉の生まれる頃、祖父・村上隆勝が暗殺されたことで難を避けて島を離れ肥後国の菊池氏を頼ったとされ、元服の際に武吉と名乗ったのは菊池武俊の偏諱を受けたことによる。しかし、菊池側の史料には「武俊」の名はみられないため、大内氏の偏諱を賜った可能性が指摘されている。やがて能島に戻ると従兄の村上義益とそれを支援する来島勢を叔父の村上隆重の支援も受けて破り、能島当主となった。義益が病死すると来島の村上通康と和義を結びその娘を娶り、村上三島の頭領格となった。

### 厳島の戦い
天文23年（1554年）6月頃のものと推定される陶晴賢の書状によると、能島から今岡某と村上蔵人大夫が使者として陶晴賢のもとに着陣して備後国と安芸国の戦況を報じており、この時点では能島村上氏が毛利氏ではなく大内氏と陶氏の陣営に属していたことが分かる。
天文24年（1555年）10月に毛利元就と陶晴賢が戦った厳島の戦いの際の村上水軍の動向について、来島村上氏は毛利元就の書状で参戦したことが明らかとなっているが、能島村上氏が厳島の戦いにおいて毛利方として来援したということを示す一次史料は無く、かといって陶方として参加したという形跡もないため、能島村上氏は厳島の戦い自体には関わっていないとされる。
なお、江戸時代に編纂された『武家万代記』、『老翁物語』、『桂岌円覚書』等の軍記物や覚書では武吉が率いる能島村上氏が毛利氏に味方して厳島の戦いに参加したとされているが、実際に厳島の戦いに参加した来島村上氏が天正10年（1582年）に羽柴秀吉の調略によって毛利氏から離反し、逆に厳島の戦いの頃には陶方であった能島村上氏が江戸時代では萩藩士となったことで、能島村上氏も厳島の戦いに来援したという話が作られるに至り、来島村上氏の活躍についてはほとんど無視されるようになったと考えられている。

### 毛利氏に属する
毛利氏に従うようになってからの能島村上氏は瀬戸内海随一の水軍勢力となった。塩飽諸島など瀬戸内の他の水軍衆とも手を結んだ他、一族重臣である隆重を備中笠岡城、島吉利を備前児島本太城、村上武満を周防上関と瀬戸内の要衝を抑える位置に置き、通行する船から帆別銭（通行料）を取り立て、大いに栄えた。
永禄12年（1569年）に毛利の九州攻めが失敗すると、この頃より大友氏や三好氏などと関係を深め始め、大内輝弘の乱の際には大友水軍に伊予灘を素通りさせた。不穏な行動を取り始めた武吉に対して毛利氏は永禄13年（1570年）9月に毛利元就・毛利輝元・小早川隆景の三者が起請文を武吉と交わし、互いが入魂の関係である事を改めて確認した。
しかし武吉は翌年の元亀2年（1571年）2月には公然と反毛利の姿勢を取り、毛利と敵対する浦上宗景が児島の占拠を窺う中で本太城に兵を入れて、毛利方の児島守備隊の背後を脅かしたため、ついに小早川隆景が本太城討伐の兵をあげ、4月までには陥落した。同年7月に隆景が能島攻めの軍を起こすと来島・因島水軍もこれに従ったため、孤立した能島は三好氏や塩飽水軍に兵糧の補給を要請したが、これも隆景の軍勢に阻止され、翌元亀3年（1572年）まで能島を包囲・海上封鎖されるという苦境に追い込まれた。
この後も大友宗麟は来島水軍と武吉との講和を仲介したり、「門司・赤間や伊予へと出兵して毛利を脅かす」と約束したりして、能島水軍の反毛利同盟への繋ぎ止めを図ったが、結局のところ宗麟の約した門司・赤間への出兵は空手形であり、武吉の考えは徐々に毛利との関係修復へと傾いていく。天正3年（1575年）2月には備中兵乱の平定に関して武吉が隆景に祝儀を送っており、この頃までにはかなり毛利氏との関係は改善していたと見られる。
毛利氏が織田信長と戦うと、村上水軍は小早川・児島・乃美水軍などと共に毛利方水軍として活躍した。特に天正4年（1576年）7月13日の第一次木津川口の戦いでは、自身は参加せずに嫡男の元吉が出陣して主力として戦い大勝を収めている。しかし信長の家臣・九鬼嘉隆が作った鉄船6隻と戦った天正6年（1578年）11月の第二次木津川口の戦いでは敗れた。

### 海賊停止令
その後、中国攻略にあたった信長の家臣・羽柴秀吉から調略を受け来島通総率いる来島水軍並びに武吉の能島水軍がこれに応じるという雑説が毛利家中で立ち、毛利家臣の乃美宗勝が武吉の説得にあたった。結局の所、雑説の通りに来島通総は織田方に寝返ったが武吉は毛利方に留まり、織田についた来島を占領する。しかし天正10年（1582年）に起こった本能寺の変の後、秀吉と毛利が和睦し、来島の返還を要求してくるとこれを拒否し四国攻めにも加わらなかったため、再び小早川隆景に攻められ能島を明け渡し、隆景の所領である安芸国竹原に移住させられた。
さらに天正16年（1588年）、秀吉の海賊停止令に背いたとして豊臣政権から詰問を受け、嫡男の元吉が上洛して弁明にあたったようである。以降、隆景に従って筑前国に移り、隆景の跡を養子の秀秋が継ぐと毛利家の家臣となって所領のある長門に移動、秀吉の死後は再度瀬戸内に面する竹原へと戻ったようである。
慶長3年（1598年）、死の直前の秀吉から、豊臣姓を与えられている。
慶長4年（1599年）4月24日、嫡男の元吉と共に輝元側近の堅田元慶に血判起請文を提出し、毛利輝元・秀就父子に対する忠誠を誓った。また、次男の景親も同日に堅田元慶に血判起請文を提出し、毛利輝元から知行が与えられたことに対する感謝を述べると共に輝元・秀就父子に対する忠誠を誓った。
家督を継いだ元吉とその弟・景親らは毛利、小早川勢に従って朝鮮で戦い（文禄・慶長の役）、続く関ヶ原の戦いでは西軍として、伊勢湾沿岸、紀伊沿岸、阿波を攻め、加藤嘉明の伊予松前城を攻めたが、加藤嘉明の老臣佃十成の三津浜夜襲により元吉は討ち死にしている。関ヶ原の戦い後、毛利氏が防長2ヶ国へと減封されたのに従い再度竹原を離れ（これを竹原崩れと称する）、江戸幕府の制海権掌握にともない、ここに村上水軍は壊滅。これ以降は毛利の家臣として元吉、景親の2系統が三田尻で船手衆を務め、朝鮮通信使の警護などを行うことになる。
武吉は慶長6年（1601年）に屋代島（周防大島）の和田に移り住み、慶長9年（1604年）8月22日に69歳で死去。法号は大仙寺覚甫元正居士。家督は孫の元武が継いだ。
現在の山口県大島郡周防大島町内入に館跡と共に墓所（元正寺墓所）があり、武吉の墓である宝篋印塔の背後には慶長12年（1607年）に死去した武吉の妻・華岳正春禅定尼の墓である宝篋印塔が建っている。なお、武吉の宝篋印塔は周防大島町の町指定文化財となっている。

## 逸話
- 海賊として粗野なイメージが強いが、大山祗神社にて一族の結束を固めるために連歌会を多く催しており、武吉個人も非常に多くの連歌を残し、武だけではなく教養にも秀でていた事が垣間見られる。ルイス・フロイスは、彼を「日本最大の海賊」と評している。
- 文書『萩藩譜録・村上図書元敬寄組』（山口県文書館蔵）中の家系図に、娘がいたことが記されているが、この娘に関する資料は同文書しか発見されておらず、また名前や実在時の行動などは一切不明。なお、この娘を元に創作されたのが和田竜の小説『村上海賊の娘』である。
- 村上水軍の収入源としては、瀬戸内海の各所に作った関所で行き来する船から徴収する帆別銭（通行料）があった。帆別銭を払った船は村上水軍から「過所旗」が与えられ、過所旗を掲げた船は村上水軍に他の海賊等から守ってもらえたとされる。
- 武吉が著わしたとされる水軍の兵法書『村上舟戦要法』は、秋山真之によって日本海海戦の際に参考にされたといわれている。

## 村上武吉を題材とした作品
- 城山三郎『秀吉と武吉 目を上げれば海』（新潮文庫、1990年） ISBN 4-10-113322-0
- 岳真也『村上武吉 毛利を支えた水軍大将』（PHP文庫、1997年） ISBN 4-569-56993-5
- 生駒忠一郎『海賊大将軍の埋蔵金 村上武吉の生涯』（KTC中央出版、1997年） ISBN 4-87758-065-4
- 和田竜『村上海賊の娘』（新潮社、2013年）ISBN 978-4-10-306882-2（上巻）、ISBN 978-4-10-306883-9（下巻）